# Argiolestes subornatus
Argiolestes subornatus är en trollsländeart som beskrevs av Maurits Anne Lieftinck 1935. Argiolestes subornatus ingår i släktet Argiolestes och familjen Megapodagrionidae. Inga underarter finns listade i Catalogue of Life.